# تپه داش بلاغ یری
تپه داش بلاغ یری مربوط به عصر آهن - سده‌های میانی دوران‌های تاریخی پس از اسلام است و در شهرستان بیله‌سوار، بخش قشلاق دشت، دهستان قشلاق جنوبی، روستای داش بلاغ واقع شده و این اثر در تاریخ ۱۲ شهریور ۱۳۸۶ با شمارهٔ ثبت ۱۹۴۱۶ به‌عنوان یکی از آثار ملی ایران به ثبت رسیده است.